# Collotipia

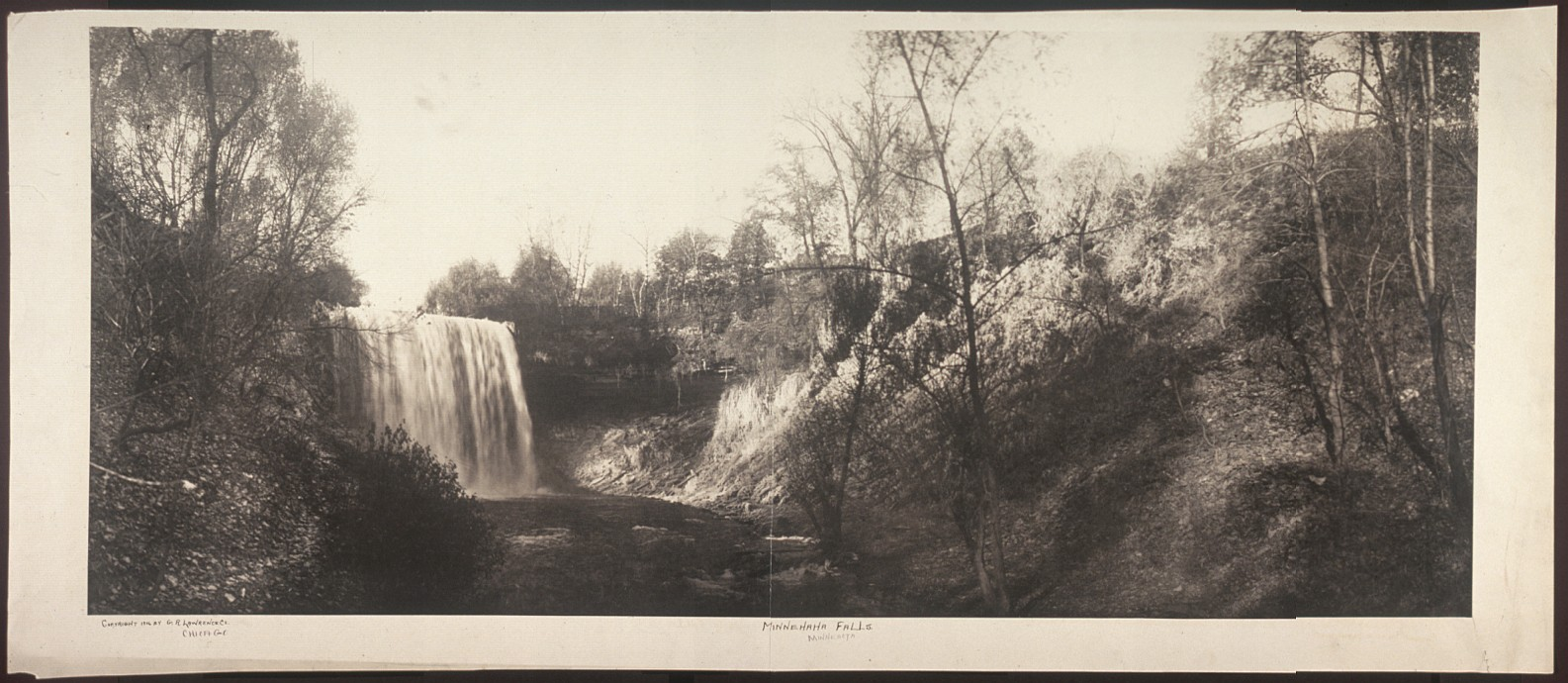
Un esempio di collotipia, raffigurante le cascate Minnehaha in Minnesota

La collotipia è una tecnica di stampa artigianale, ideata nel 1855 da Alphonse Poitevin e diffuso commercialmente nel mondo col nome di Albertype.

## La tecnica
La tecnica prevede che su di una matrice, costituita da una lastra di cristallo, venga steso uno strato uniforme di emulsione fotosensibile, che deve essere successivamente sottoposta a cottura per alcune ore per poter essere impressionata dal negativo fotografico dell'immagine da stampare.
Segue poi l'inchiostratura manuale a spatola, che permette di mantenere un costante aggiornamento sulla quantità e sui toni del colore. L'intensità e i contrasti di colore sono determinati invece dal diverso grado di sviluppo della lastra, modificabile anche durante il procedimento di stampa.
La collotipia permette di stampare da ciascuna matrice soltanto un numero limitato di copie (la tiratura ottimale è tra le 300 e le 500 copie da ciascuna lastra). Dopo una certa quantità di passaggi, infatti, la gelatina si deteriora facendo perdere all'immagine la sua incisività.

## Caratteristiche
Le collotipie non presentano la sgranatura tipica dei retini delle stampe a colori tradizionali. In ingrandimento è possibile osservare un pattern cosiddetto vermicolare, dato dalla gelatina. 

## Impieghi
Con la tecnica della collotipia, oggi, vengono stampate immagini fotografiche antiche e moderne: dalla dagherrotipia alla moderna fotografia.
Fino agli anni '50, comunque, veniva utilizzata anche per riprodurre cartoline postali.